# Oswald dell'Anglia orientale
Oswald (fl. IX secolo) fu un re dell'Anglia orientale dopo la morte di Edmondo.
Non esistono prove testuali del suo regno, ma quelle numismatiche lo datano negli anni 870 similmente a quello di Æthelred II.